# Madagaskarreuzenrat
De madagaskarreuzenrat of votsotsa (Hypogeomys antimena) is een knaagdier uit de onderfamilie der Nesomyinae die endemisch is in Madagaskar.

## Kenmerken
Deze rat heeft lange konijnenoren, grote achtervoeten en goed ontwikkelde graafklauwen en gedraagt zich ook als een konijn, want in plaats van te rennen, huppelt het dier rond. De lichaamslengte bedraagt 30 tot 35 cm, de staartlengte 21 tot 25 cm en het gewicht 1 tot 1,5 kg.

## Leefwijze
Het dier leeft samen in gezinsverband: mannetje, vrouwtje en bijbehorend kroost van de laatste 2 of 3 jaar en leeft in zelfgegraven holenstelsels met soms wel 6 ingangen in de zanderige bodem van kustbossen. Hun voedsel bestaat uit vruchten, malse scheuten en zachte boombast, dat ze met de voorpoten vasthouden.

## Bedreiging
De soort wordt bedreigd door habitatvernietiging en concurrentie van de ingevoerde zwarte rat.

## Verspreiding
Deze soort komt voor in de tropische kustbossen van West-Madagaskar.